# Kütahya
Kütahya (även Kutaia med flera stavningar; på grekiska Κουταχια, Koutachia; under antiken Kotiaion på grekiska, Cotyaeum på latin) är en stad i västra Turkiet på 930 meters höjd vid floden Porsuk. Den är huvudstad i provinsen Kütahya och hade 263 863 invånare i slutet av 2022. Den grundades på 2000-talet f.Kr.
Kütahya ligger i ett område med riklig förekomst av lera, lämplig för keramikproduktion och har ända sedan antiken varit ett viktigt centrum för tillverkning av såväl glaserat tegel som bruksföremål och prydnadsföremål av keramik.

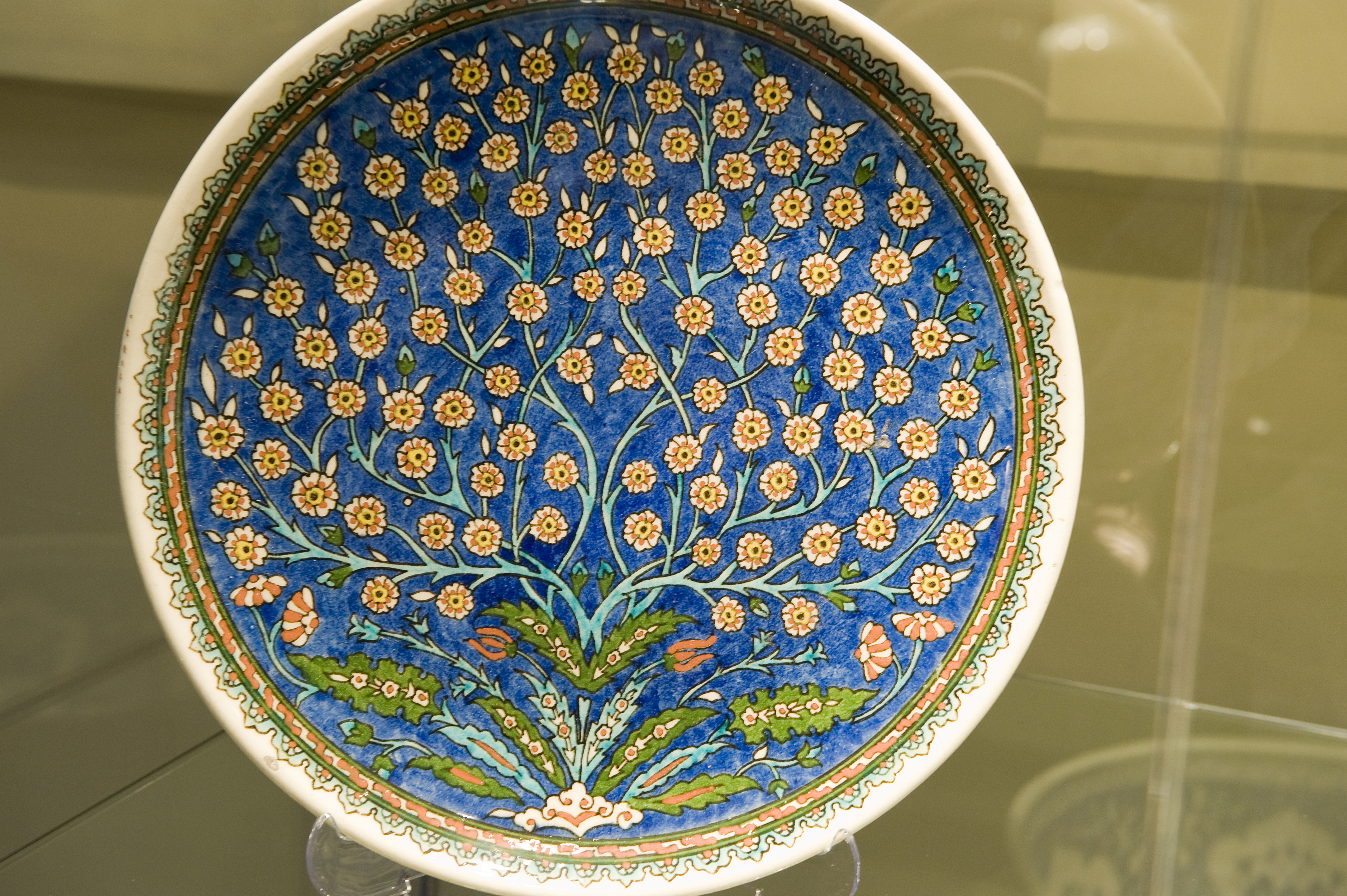
Fat på keramikmuseet i Kütahya.